# Folklorna glazba
Folklorna glazba, naziv je za sve glazbene, pjevačke i sviračke sastavnice folklora tj. folklorne izvedbe, većinom koreografirana tradicijska i narodna glazba, prilagođena izvedbi na pozornici, no uključuje i glazbu skladanu ili obrađenu za folklor. Najčešće se izvodi uz ples, ali može se i izvoditi samostalno, u sklopu koncerta, smotre ili nekoga inoga glazbena ili neglazbena događaja.
Najbolji album folklorne glazbe kategorija je hrvatske diskografske nagrade Porin.